# Stuwmeer van Ognyanovo

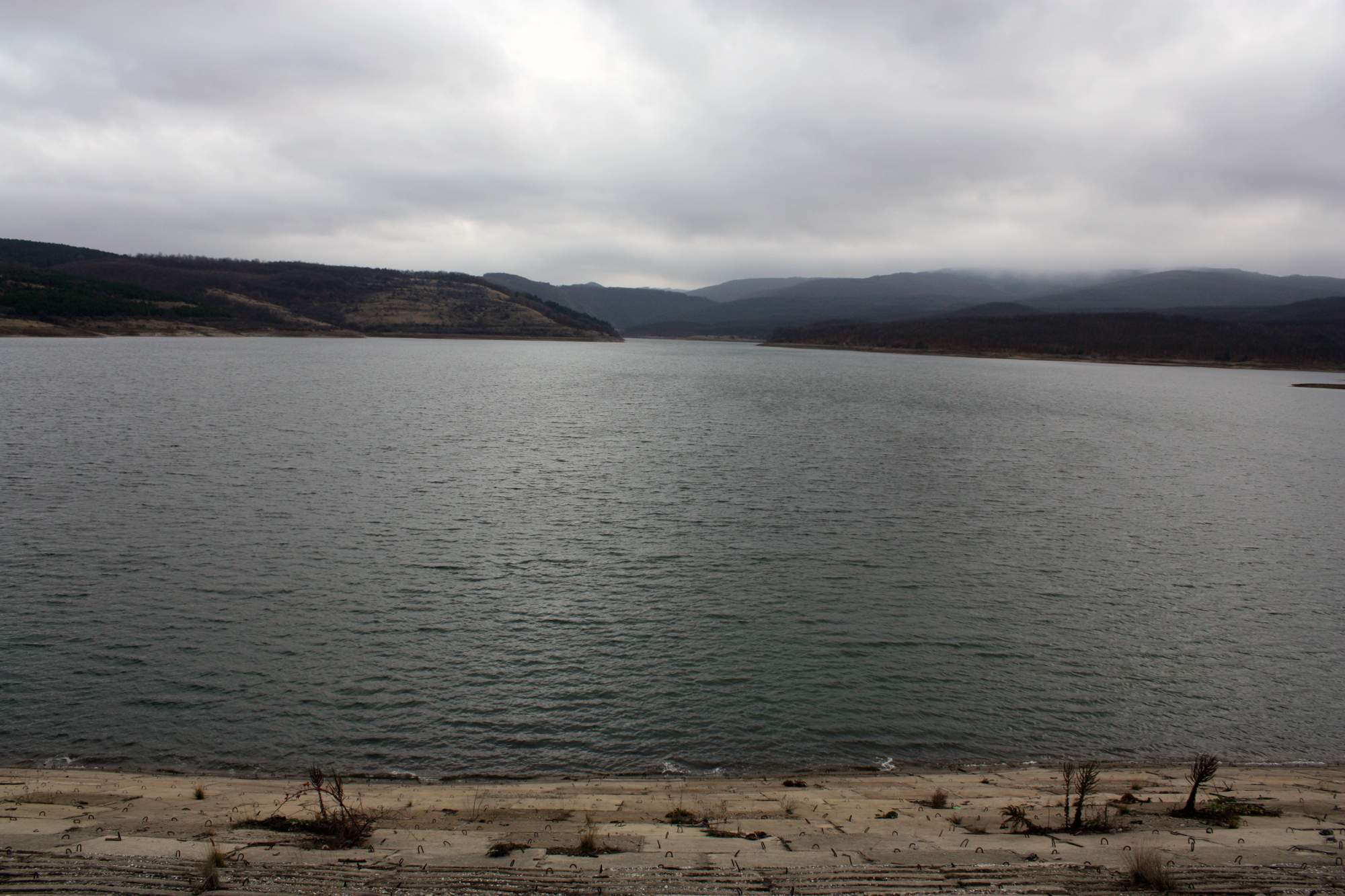
Meer van Ognyanovo

Het stuwmeer van Ognyanovo is een stuwmeer in Bulgarije nabij Sofia. Het meer bevat 32 miljoen kubieke meters water en is een zeer belangrijk waterreservoir in Bulgarije. Het meer vangt het water op van de Lesnovska-rivier.
Op 27 oktober 2011 gebeurde aldaar een ongeval, toen een stuntman overleed en een tweede zwaargewond raakte bij de opname van een explosie-scene voor de film The Expendables 2.